# Sin-muballit
Sin-muballit war von 1812 v. Chr. bis 1793 v. Chr. (mittlere Chronologie) der fünfte König der 1. Dynastie von Babylonien. Er war der Vater von Hammurapi. In seinem 17. Regierungsjahr (1796 v. Chr. nach der mittleren Chronologie) eroberte er die Stadt Isin.